# سائد (اسم)
سائد هو اسم علم مذكر من أصل عربي، ومعناه هو من الفعل ساد، قومه صار سيدهم، فهو سائد وغدًا متسلطًا عليهم.

## شخصيات تحمل الاسم
- سائد أبو سليم
- سائد السويركي

## وصلات خارجية
- موسوعة السلطان قابوس لأسماء العرب نسخة محفوظة 5 أبريل 2019 على موقع واي باك مشين.